# 好日会
好日会（こうじつかい）は、三菱UFJフィナンシャル・グループの中でも、旧東京三菱銀行と親密な地方銀行頭取を集めた情報交換会。通常1～2ヶ月に1度程度例会が催される。

## 会員行
- 北海道銀行
- 青森銀行[1]
- 岩手銀行
- 七十七銀行
- 山形銀行
- 武蔵野銀行
- 東京都民銀行
- 第四銀行
- 山梨中央銀行
- 十六銀行
- 福井銀行
- 滋賀銀行
- 池田泉州銀行　2010年5月1日に、旧池田銀行を存続行として、旧泉州銀行と合併し発足。
  - 池田銀行[2]
  - 泉州銀行
- 紀陽銀行
- 鳥取銀行
- 山陰合同銀行
- 中国銀行
- 広島銀行
- 阿波銀行
- 伊予銀行
- 福岡銀行
- 親和銀行[1]
- 大分銀行
- 鹿児島銀行
- 琉球銀行
- 沖縄銀行[1]

なお、この好日会より一層強固な関係で、旧東京三菱銀行と親密関係にある地銀との情報交換会として、火曜会がある。